# Balatonszőlős
Balatonszőlős (vyslovováno [balatonséléš]) je vesnice v Maďarsku v župě Veszprém, spadající pod okres Balatonfüred. Nachází se asi 2 km severozápadně od Balatonfüredu a asi 4 km severozápadně od břehu Balatonu. V roce 2015 zde žilo 624 obyvatel. Dle údajů z roku 2011 tvoří 86,7 % obyvatelstva Maďaři, 1,1 % Němci, 0,5 % Romové, 0,5 % Rumuni a 0,2 % Slovinci.
Sousedními vesnicemi jsou Barnag, Pécsely a Tótvázsony, sousedním městem Balatonfüred.